# Betria
Betria ist der Eigenname des Doppelsterns β Trianguli Australis. Der Name ist ein Kunstwort aus der Benennung des Sterns Beta Trianguli Australis. Betria gehört der Spektralklasse F0 an und besitzt eine Helligkeit von +2,85 mag. Betria ist 41 Lichtjahre von der Erde entfernt.